# Rolepa nigrostriga
Rolepa nigrostriga is een vlinder uit de familie van de Phyditiidae. De wetenschappelijke naam van de soort is voor het eerst geldig gepubliceerd in 1920 door William Schaus.